# Balogh László (helytörténész)
Balogh László (Debrecen, 1969. április 14. –) helytörténeti kutató.

## Élete
Középiskolai tanulmányait műszaki vonalon végezte. Jelenleg a debreceni Polgármesteri Hivatal Főépítészi Iroda építészeti archívumában dolgozik.

## Munkássága
Tízéves kutatómunka eredményeként páratlan mélységű utcanévkatasztert készített a város közterületeinek történetéről a kezdetektől 2005 novemberéig. Papp József lektorálásával, a Hajdú-Bihar megyei Levéltár kiadásában jelent meg 2007 nyarán. A kutatást a Magyar Tudományos Akadémia Debreceni Bizottsága 1999-ben alkotói ösztöndíjjal támogatta. Az utcanévkataszter digitális változatának megjelenését az Őrváros Debrecen Közalapítvány támogatta, így a honlapjukról 2006-2009 között elérhető volt az online változat.
2009-ben került kiadásra az Uropath Kiadó gondozásában a belváros utcáit bemutató Változó utcák a maradandóság városában című könyv, Antal István szerkesztésében.
Későbbi és talán legfontosabb kutatási témája a középkori templomok keletelése és az ezzel kapcsolatos problémák. Hajdú-Bihar megye középkori eredetű templomainál méréseket végzett, hogy meghatározza a keleti irányhoz képesti eltérésüket. A méréseket pontosabb módszerrel Keszthelyi Sándor is elvégezte. A kutatást Debreceni Akadémiai Bizottság 2004-ben anyagilag támogatta. Ezután Szabolcs-Szatmár-Bereg, majd egy évvel később Jász-Nagykun-Szolnok megye középkori eredetű templomait kereste fel és mérte meg tájolásukat. E munkának anyagi fedezetét részben szintén a Debreceni Akadémiai Bizottság alkotói ösztöndíjjal támogatta 2006 és 2007 között. A kutatás eredményeként sikerült meghatározni több középkori templom feltételezhető eredeti védőszentjét és titulusát.
2008 végén kezdte el a debreceni villamosközlekedés múltját kutatni. Ennek eredményeképpen Balogh László és munkatársai 2011-ben, a debreceni villamosközlekedés megindulásának 100. évfordulója alkalmából Debreceni villamoskalauz címmel könyv jelentettek meg, korabeli fotókkal illusztrálva, fontos jármű történeti adatbázissal kiegészítve. 2015-től a DMJV Polgármesteri Hivatal Mikrofilmtárában dolgozik. Tart előadást Kölcsey Ferenc debreceni tartózkodásáról, Szabó Magda debreceni kapcsolatáról, családjáról, ahol érdekes családtörténeti kutatásait mutatja be. 2017 óta szerkesztője a Cívisporta tudományos internetes újságnak. Fia, Balogh Tamás Zoltán "buszPANORÁMA" , "TROLImázs", "Úttörővasutak zsebkönyve", "Lóvasúttal, gőzvasúttal Debrecenben", "Száz éves a 394,023 gőzmozdony" és a "Kisvasút a Ligetalján" című könyveinek szerkesztő-lektora volt. "Debrecen város online utcakatasztere" c. munkája 2020-ban a Debreceni Értéktár része lett. 

## Munkásság, publikáció
- Debrecen város utcanévkatasztere (Hajdú-Bihar Megyei Levéltár, Debrecen, 2007, ISBN 9789637238352)[3]
- Változó utcák a maradandóság városában (Antal István (szerk.), Uropath, Debrecen, 2009, ISBN 9789638738141)
- Debreceni Villamoskalauz (Gara Kálmán, Végh Dezső (társszerzők), Uropath, Debrecen, 2011, ISBN 9789638738172
- A debreceni kötöttpályás közlekedés 120 éve  (fotóanyag), Debrecen, 2004, ISBN 9632170849)
- Akikről a kövek beszélnek (szerk. Iványi Zsuzsanna) /a helyszínek beazonosítása/  Debrecen, 2016
- „A spájz egykor Kölcsey cellája volt”  https://web.archive.org/web/20171015095259/http://www.haon.hu/a-spajz-egykor-kolcsey-cellaja-volt/3196058
- László volt a Kölcsey-ház utolsó lakója  https://web.archive.org/web/20161107112417/http://www.borsonline.hu/aktualis/laszlo-volt-a-kolcsey-haz-utolso-lakoja/119852
- Kölcsey Vándorkiállítás a Bocskai Várkastélyban   https://web.archive.org/web/20161006142142/http://www.haon.hu/kuldjon-hirt-kolcsey-vandorkiallitas-a-bocskai-varkastelyban/3217082
- Tudja, mi köze az angol királynőnek Szabó Magdához?  http://www.dehir.hu/debrecen/tudja-mi-koze-az-angol-kiralynonek-szabo-magdahoz/2016/11/07/
- Cívisporta online számai (ISSN 2560-015X) 2017-től évi 2 -4. szám  http://civisporta.hu
- Kölcsey Ferenc utolsó debreceni lakhelye (Déri Múzeum Évkönyve, Debrecen, 2017, ISSN 0418-4513)
- Az álmosd-diószegi csata és előzményei (Bocskai Múzeum Évkönyve, Hajdúszoboszló, 2017, ISSN 2415-8933)
- Téglától a műkőig. Tóth Béla, Tóth István és Sebestyén Lajos munkássága és szerepe a debreceni téglagyártásban (Debreceni Szemle, Debrecen, 2020, ISSN 1218-022X)
- Drágakő a sárban -Életrajzi regény Csokonai-Kölcsey kapcsolatáról- (Debrecen, ISBN 978-615-00-8832-7)
- Debreceni idegenvezetők kiskátéja (Cívisporta füzetek 1.) (Debrecen, ISBN 978-615-01-0741-7)
- Debreceni idegenvezetők kiskátéja avagy Utcanevek a belvárosban (Debrecen, ISBN 978-615-01-0741-7)

## Díjak, kitüntetések
- Magyar Tudományos Akadémia Debreceni Akadémiai Bizottságának alkotói ösztöndíja (1999, 2004, 2005, 2007)
- Debrecen Kultúrájáért Alapítvány alkotói ösztöndíja (2014)[4]
- Podmaniczky-díj (2019)[5]